# АЛ-7 (двигатель)
АЛ-7 — турбореактивный двигатель, разработанный под руководством Архипа Михайловича Люльки и производившийся на заводе № 165 в Москве. На первой ступени компрессора поток воздуха движется со сверхзвуковой скоростью. Прототип двигателя, обозначавшийся ТР-7 и производивший 6500 кгс или 63,7 кН тяги был испытан в 1952 году. Изначально двигатель предназначался для бомбардировщика Ил-54.

## История
На двигателе прорабатывалась возможность увеличения пропускной способности компрессора, путём увеличения потока до сверхзвуковых скоростей. Двигатель под обозначением АЛ-7 был запущен в 1952 году, получена тяга 6500 кгс.
Форсажная версия с обозначением АЛ-7Ф была разработана в 1953 году, температура газов в камере 2000 К, скорость 1000 м/с.
В 1957 году вариант самолёта Су-7 с двигателем АЛ-7Ф достиг скорости М=2 на высоте 18 000 м. Этот факт позволил организовать производство самолётов Су-7Б и Су-9 с этим двигателем.
В 1960 году двигатель был доработан для применения на перехватчике Ту-128П, также он применялся на крылатой ракете Х-20. Проведены первые 100-часовые испытания АЛ-7Ф-1.
Летающая лодка Бе-10 приводилась в движение бесфорсажной версией АЛ-7ПБ с лопатками компрессора из нержавеющей стали (по другим данным, использовались титановые лопатки компрессора).
В общей сложности на самолётах П. О. Сухого с двигателями АЛ-7Ф-1 в начале 60-x установлено 4 мировых рекорда высоты и скорости полёта; на гидросамолётах Бе-10 Г. М. Бериева с АЛ-7ПБ — 12 мировых рекордов скорости, высоты полёта и грузоподъёмности.

## Модификации
- АЛ-7 — госиспытания завершены в августе 1955 года, устанавливался на Ил-54 и Ту-98
- АЛ-7Ф-1 — госиспытания в 1960 году, форсажная камера и управляемое сопло. Устанавливался на П-1 (перехватчик), Су-9, Су-7Б, Су-17, а также на И-75 КБ Микояна. Взлётная форсажная тяга — 9200 кгс.
  - АЛ-7Ф-1-100/100У — взлётная форсажная тяга 9600 кгс.
- АЛ-7Ф в варианте исполнения для Ла-250 (6420/9215 кгс)
- АЛ-7Ф-2 с модифицированной второй ступенью турбины и расширенной форсажной камерой, усовершенствованными 8 и 9 ступенями компрессора, титаном в конструкции и модернизированной масляной системой. Госиспытания в конце 1963 года. Два основных варианта исполнения для Су-11 и Ту-128, различающиеся набором навесного оборудования.
- АЛ-7Ф-4 — с увеличенной форсажной тягой и температурой турбины
- АЛ-7П — гражданская бесфорсажная модификация для опытного Ил-62, Ту-104 и Ту-110
- АЛ-7ПБ — для гидросамолёта Бе-10
- АЛ-7ФК — для крылатой ракеты Х-20/20М